# مملكة سيانغ
مملكة سيانغ (بالإندونيسية: Kerajaan Siang) كانت سيانغ مملكة كبرى في شبه جزيرة سولاوسي الجنوبية (في إندونيسيا الحديثة) من القرن العاشر إلى القرن السادس عشر الميلادي. بحلول الوقت الذي ظهرت فيه لأول مرة في السجلات المكتوبة الأوروبية في الأربعينيات من القرن الخامس عشر، كانت المملكة الأكثر أهمية على الساحل الغربي لجنوب سولاويزي، مع اعتراف الممالك الأصغر بسلطتها. قدّر مراقب برتغالي يدعى مانويل بينتو أن عاصمتها يبلغ عدد سكانها حوالي 40.000 في عام 1545. هبطت قوتها في منتصف القرن السادس عشر مع صعود جوا وتالوق، ولم يعد يُسمع عنها بحلول نهاية القرن السادس عشر.